# Andira cubensis
Andira cubensis är en ärtväxtart som beskrevs av George Bentham. Andira cubensis ingår i släktet Andira och familjen ärtväxter. Inga underarter finns listade i Catalogue of Life.